# Omicidio di gala
Omicidio di gala (Shadow of Guilt) è un romanzo giallo del 1959 di Patrick Quentin, pseudonimo di più autori, tra cui i britannici Richard Wilson Webb e Hugh Callingham Wheeler, autore di questo romanzo, uno di quelli con protagonista l'ispettore Trant della Omicidi di New York.

## Trama
George Hadley è da alcuni anni il marito di Connie Corliss, ereditiera di un impero multimilionario, e fanaticamente attaccata alla rispettabilità della propria famiglia. George tuttavia non l'ama più (o forse non l'ha mai amata), e si è invece invaghito della propria segretaria, Eve Lord, con la quale intrattiene una relazione clandestina. E' deciso a confessare tutto alla moglie, e a chiedere il divorzio, ma per farlo aspetta che vada in porto il matrimonio, combinato da lei, tra la nipote e figlia adottiva di George, Ala, e Chuck, il figlio del cognato di Connie (marito di sua sorella, morta anni prima in manicomio).
Tutto si complica quando nelle loro vite entra il giovane e affascinante Don Saxby, che sembra far colpo sia su Connie (che gli procura un lavoro), sia su Ala (con la quale va a una festa in campagna, sparendo poi per ventiquattr'ore, trascorse un po' illecitamente in un motel come marito e moglie). Presto si viene a sapere che Don è un seduttore di professione, che mette nei guai giovani donne di buona famiglia, allo scopo di estorcere ai loro parenti forti somme di denaro per evitare lo scandalo. In più, Don è casualmente venuto a sapere della relazione tra George e Eve, e fa velatamente capire di essere pronto a rivelarla se non otterrà quello che vuole.
Poche ore dopo, tuttavia, Don verrà trovato assassinato nel suo appartamento proprio da Ala, ma la famiglia deciderà di minimizzare i contatti con il morto. E ci riuscirebbe, se ad indagare non venisse chiamato il tenente Trant, che con il suo acume farà venire alla luce tutti i loro scheletri...

## Personaggi
- George Hadley, il narratore
- Consuelo (Connie) Corliss, sua moglie
- Ala Hadley, nipote e figlia adottiva di George
- Eve Lord, segretaria di George e sua amante
- Chuck Ryson, nipote di Connie
- Mal Ryson, padre di Chuck ed ex-cognato di Connie
- Vivien Ryson, la sua seconda moglie
- Don Saxby, seduttore di professione
- Trant, tenente della Squadra Omicidi

## Edizioni italiane
- Omicidio di gala, traduzione di Alberto Tedeschi, collana Il Giallo Mondadori n. 565, Arnoldo Mondadori Editore, novembre 1959.
- Omicidio di gala, traduzione di Alberto Tedeschi, collana I classici del Giallo Mondadori n. 1240, Arnoldo Mondadori Editore, marzo 2010.